# 索非亞圍城戰
索非亞圍城戰是保加利亚-奥斯曼战争一部分，發生在1382年或1385年。
因為不能抵抗奧斯曼帝國進攻，在1373年保加利亞皇帝伊凡·西什曼同意成為奧斯曼帝國臣下並把妹妹琪拉·塔瑪拉嫁給穆拉德一世，而奧斯曼人歸還一些被征服的堡壘。
儘管兩國言和，但在1380年代開始時，奧斯曼帝國恢復了他們的活動，並圍攻可通往馬其頓和塞爾維亞的重要城市索非亞。這次戰役記錄不多，在強攻失敗後，奧斯曼帝國司令拉拉·沙欣帕夏考慮放棄攻城，然而，一個保加利亞叛變者設法引誘市長雅努卡出城，使鄂圖曼人抓住了他。因群龍無首，保加利亞人投降了。
奧斯曼军毁坏了索非亞的城牆并在当地驻军，该城也是奧斯曼人向塞爾維亞進攻的據點。在清空通往西北的道路後，鄂圖曼人便繼續進攻，並在1386年相繼攻下皮羅特與尼什，從而將自己為處保加利亞和塞爾維亞之間。